# À nos corps-aimants
Albums de Olivia Ruiz
Le Calme et la Tempête
(2012)
Singles
1. Mon corps mon amour
Sortie : 9 septembre 2016
2. Dis moi ton Secret
Sortie : 31 mars 2017

À nos corps-aimants est le cinquième album studio d'Olivia Ruiz, sorti le 18 novembre 2016 chez Polydor.
Il est réalisé par Édith Fambuena, qui a notamment collaboré avec Alain Bashung, Brigitte Fontaine, Étienne Daho ou encore Jane Birkin. Le duo Ibeyi ainsi que la chanteuse Annika and the Forest ont participé à l'écriture-composition du disque[réf. nécessaire].
Le premier single extrait, Mon corps mon amour, histoire d'une épouse délaissée sort le 9 septembre 2016.

## Liste des titres
| No  | Titre                                      | Durée |
| --- | ------------------------------------------ | ----- |
| 1.  | Mon corps mon amour                        |       |
| 2.  | Il y a des nuits                           |       |
| 3.  | Âme en dentelle                            |       |
| 4.  | La Dame-oiselle                            |       |
| 5.  | Nino mi niño                               |       |
| 6.  | Dis-moi ton secret                         |       |
| 7.  | Le Blanc du plafond                        |       |
| 8.  | L'Éternité                                 |       |
| 9.  | Tokyo Eyes                                 |       |
| 10. | Paranoïaque transcendantal                 |       |
| 11. | Nos corps-aimants                          |       |
| 12. | Duerme negrito (avec Didier Blanc et Toan) |       |

| 13. | Il y a des nuits (avec Toan)                                     |  |
| 14. | Nos corps-aimants (L.A. sessions 2015, Tony Berg & Blake Mills)  |  |
| 15. | Dis-moi ton secret (L.A. sessions 2015, Tony Berg & Blake Mills) |  |
| 16. | Âme en dentelle (L.A. sessions 2015, Tony Berg & Blake Mills)    |  |